# CapeNature
CapeNature is een natuurbeschermingsorganisatie in de provincie West-Kaap van Zuid-Afrika. De organisatie heeft een mandaat gekregen van de provinciale regering onder de  Western Cape Nature Conservation Board Act 15 van 1998 om 
- natuurbescherming te bevorderen en zeker te stellen
- diensten te verlenen en faciliteiten ter beschikking te stellen voor onderzoek en opleiding
- inkomsten te genereren

De organisatie beheert een groot aantal natuurgebieden in de provincie, waaronder een aantal die als Werelderfgoed te boek staan. Ze zijn ook verantwoordelijk voor het waterbeheer en voor het bevorderen van de kennis op het gebied van het fynbos waarvoor de streek bekend staat.

## Natuurgebieden onder hun beheer
Een aantal natuurgebieden zijn onder hun beheer:
| Naam               | Kaart               | Bijzonderheden                                    |
| ------------------ | ------------------- | ------------------------------------------------- |
| Grootvadersbosch   | · Grootvadersbosch  | Inheems bos, geelhout, stinkhout, vogels          |
| Boosmansbos        | · Boosmansbos       | Inheems bos, geelhout, stinkhout, vogels, berg    |
| De Hoop            | · De Hoop           | Zuidkust, strand, walvissen, vogels, schildpadden |
| Matjiesrivier      | · Matjies           | Vertplanten, rotsen, rotsschilderingen            |
| Vogeleiland        | · Vogeleiland       | Broedkolonie jan-van-genten, pinguïns, robben     |
| Hottentots-Holland | · Hottentos-Holland | Gebergte, tokkelbaan, fynbos, vogels              |
| Stony Point        |                     |                                                   |
| Robberg            |                     |                                                   |
| Keurboomsrivier    |                     |                                                   |
| Goukamma           |                     |                                                   |
| Outeniqua          |                     |                                                   |
| Gamkaberg          |                     |                                                   |
| Swartberg          |                     |                                                   |
| Anysberg           |                     |                                                   |
| De Mond            |                     |                                                   |
| Walker Bay         |                     |                                                   |
| Kogelberg          |                     |                                                   |
| Marloth            |                     |                                                   |
| Vrolijkheid        |                     |                                                   |
| Jonkershoek        |                     |                                                   |
| Limietberg         |                     |                                                   |
| Groot Winterhoek   |                     |                                                   |
| Cederberg          |                     |                                                   |
| Rocherpan          |                     |                                                   |